# 林發
林發（1904年—1978年），又名林龍雄，臺灣臺中石岡人，企業家，於臺灣日治時期與臺灣戰後時期帶領臺灣人開拓石垣島鳳梨業。

## 生平

### 臺灣立業
1904年，林發於台中出生，石岡公學校（今石岡國小）畢業，考入臺灣總督府殖產局營林署。1927年往埔里從事自動車業，經營埔里與草屯間的交通運輸。1933年，他成立鳳梨罐頭製造廠，取名「台一鳳梨缶詰株式会社」，將產品行銷日本內地。
1930年代臺灣，在臺灣總督府殖產局以及高雄州知事的主導下，以效率化為由，合併了臺灣的鳳梨罐頭業，於1935年6月成立台灣合同鳳梨株式會社（今台鳳）。一些臺灣鳳梨罐頭公司拒絕合併，另外尋找出路。在整併時，林發得知了石垣島的紅土適合種鳳梨的消息。合併前全臺有約七十多間工廠，到了1936年只剩下二十多間。

### 開發石垣
二次大戰前，來八重山的台灣移民分成兩系統，一為大正時代集中在西表島礦坑的礦工；另一為昭和初期在石垣島墾荒的農民。早在1916年，石垣島的名藏、嵩田兩村，因瘧疾、瘴疫成為廢村，當地政府遂以低廉的租金租給台灣人墾殖。1935年，欲開發石垣島的林發與他人成立名為「大同拓殖株式會社」的公司，在臺灣中部募集數百餘人前往石垣島墾荒。
大同拓殖株式會社是由謝元徳協賛，以林發的台一鳳梨缶詰株式会社、林曾石的昭和鳳梨缶詰株式会社、詹奕候的正春鳳梨缶詰商会、許天徳的大甲鳳梨缶詰商会、吳維水的旗山拓殖株式会社等組成。生產的最初的一千箱鳳梨罐銷往大阪。鳳梨因此成了石垣、乃至整個琉球群島的主農產品之一。

### 化解衝突
台灣的移民村很快就成石垣島上的農業重鎮。大同拓殖株式會社陸續自臺灣招募農民前來島上墾殖，引起當地島民反感，採取各種敵對措施，例如不許台灣水牛入境、不買台灣農產品、不受雇於台灣人、並稱台灣輸入的鳳梨苗有病蟲害而要求銷毀，達20萬株等等。曾有些台灣人上街採購時被島民罩布袋再毒打，有些島民還潛入臺灣村內縱火滋事。
1939年，一位島民入臺灣村偷盜木柴，引發衝突。石垣島民集結近兩千人，預備襲擊台灣村。台灣移民的婦孺們躲藏在大同拓殖株式會社倉庫，而男性則隱蔽在林中，預備和島民展開生死鬥。此刻，林發勇敢跳出，以日語向為首的島民說明事件原委，讓兩方都能將這次衝突事件的肇事者交付法辦，不濫傷無辜，化解即將來的械鬥。
林發不久後便發起台友會，化解對立，教台灣人學日語及了解石垣島風俗民情。台友會的幹部並深入各村落，幫助島民解決農業上，並來村裡做客、見習，使雙方的對立衝突日漸減少。台灣人在石垣島逐漸取得尊敬和認同。
1937年因中日戰爭，大同拓殖株式會社的罐頭工廠與農場的年輕男性被徵為兵，人力短缺，謝元徳社長放棄渡海到上海，而留林發苦撐。到了1941年太平洋戰爭，罐頭所需的空罐、砂糖短缺。1943年，鳳梨被日本認為是奢侈品而禁止栽種，加上約一千多六百多名的台灣移工返台、日軍進駐島上，公司倒閉。

### 獲得表揚
二次大戰後，林發在琉球擴大經營，成立名為「琉球殖業株式會社」的公司，並擔任華僑總會理事長。林發歸化日本後改名為「林龍雄」。1960年代起，他以種植鳳梨所需的技術導入名義，陸續引進近千名台灣人。林發等人開闢了八十甲的鳳梨園與大規模農場，年產鳳梨罐頭三萬箱。
林發於1978年去世，姪子林謹正於1984年出版其遺作《沖繩鳳梨產業史》，約六百頁。林發因此書榮獲日本政府農業有功人員表揚，成為近代沖繩開發史上的知名人物。

## 身後
2004年紀錄台灣移民在石垣島奮鬥歷史的書籍出版，作者是松田良孝。2012年名為「台湾農業者入植顕頌碑」的紀念碑在名蔵村豎立，而大同拓殖株式會社的原址也被標柱，寫著「大同拓殖パイン工場跡　日本パイン産業発祥の地」。2015年7月，紀念他們的影片《はるかなるオンライ山》在該島市民會館上映。2016年7月，前總統李登輝訪問石垣島，參觀該紀念碑，並發表演說。